# Tofft River
Der Tofft River ist ein Fluss im Westen des australischen Bundesstaates Tasmanien.

## Geografie

### Flusslauf
Der achteinhalb Kilometer lange Tofft River entspringt an den Osthängen des Mount Owen westlich des Lake Burbury und fließt nach Süden in den Stausee kurz vor dem Ausfluss des King Rivers.

### Durchflossene Stauseen
Er durchfließt folgende Seen/Stauseen/Wasserlöcher:
- Lake Burbury – 230 m